# Cinco grandes de África

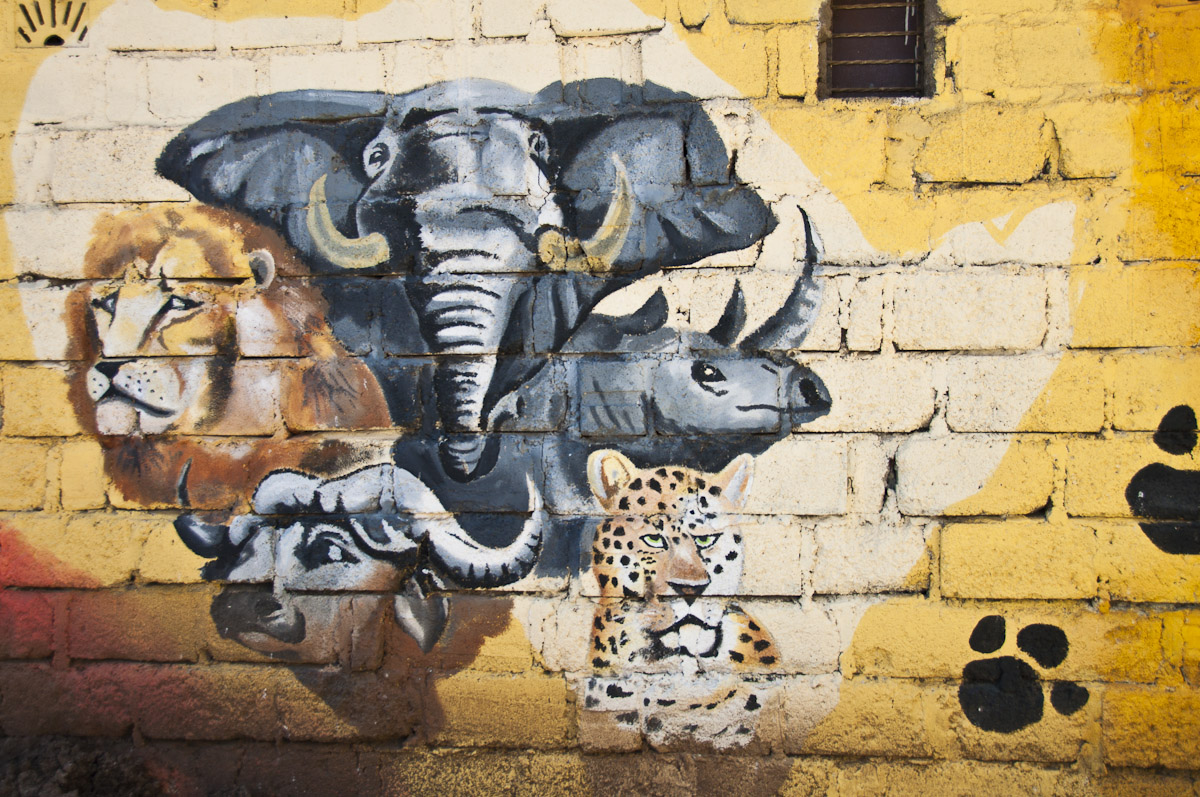
Mural de los cinco grandes en Nanyuki, Kenia.

El término cinco grandes de África, se refiere a un quinteto de especies animales africanos conformado por el león, el leopardo, el rinoceronte negro, el elefante africano y el búfalo cafre. El término "cinco grandes de África" fue acuñado por aficionados a la caza mayor y se refiere a las cinco presas más difíciles en una caza a pie. Posteriormente el término fue adoptado por guías turísticos de safari con fines de mercadeo. El término es usado en la mayoría de las guías turísticas y de vida silvestre que discuten safaris africanos. Las especies que conforman los cinco grandes fueron elegidas por la dificultad de cazarlas y el grado de peligro involucrado, en lugar de su tamaño.
Los cinco grandes están entre las especies más peligrosas, pero más populares para cazadores de caza mayor.
El concepto de los cinco grandes de África ha ganado popularidad en el continente siendo representados en los billetes de rand sudafricanos. Los países en los que se pueden encontrar todos los miembros de los cinco grandes son Angola, Botsuana, Zambia, Uganda, Namibia, Etiopía, Sudáfrica, Kenia, Tanzania, Zimbabue, la República Democrática del Congo, Ruanda y Malaui.

## Especies

### Elefante Africano
El elefante africano de sabana (Loxodonta africana) es un mamífero proboscideo de la familia de los elefántidos. Es el mayor mamífero terrestre que existe en la actualidad. Se trata de una de las tres últimas especies de proboscídeos que sobreviven hoy en día, siendo las otras el elefante africano de bosque (Loxodonta cyclotis, previamente considerado una subespecie de L. africana, aunque su clasificación taxonómica se mantiene en duda) y el elefante asiático (Elephas maximus).

### Rinoceronte negro
El rinoceronte negro o de labio ganchudo (Diceros bicornis) es una especie de mamífero perisodáctilo de la familia de los rinocerótidos. Es uno de los dos rinocerontes que habitan en la sabana africana. Está críticamente amenazado de extinción, y al menos dos de sus subespecies, Diceros bicornis bruccii y Diceros bicornis longipes, este último conocido como rinoceronte negro occidental, se han extinguido debido a la caza furtiva. En casos como el de Mozambique, el rinoceronte negro ha desaparecido del país.

### León
El león (Panthera leo) es un mamífero carnívoro de la familia de los félidos y una de las cinco especies del género Panthera. Los leones salvajes viven en poblaciones cada vez más dispersas y fragmentadas del África subsahariana (a excepción de las regiones selváticas de la costa del Atlántico y la cuenca del Congo) y una pequeña zona del noroeste de India (una población en peligro crítico en el Parque nacional del Bosque de Gir y alrededores), habiendo desaparecido del resto de Asia del Sur, Asia Occidental, África del Norte y la península balcánica en tiempos históricos. Hasta finales del Pleistoceno, hace aproximadamente 10 000 años, de los grandes mamíferos terrestres, el león era el más extendido tras los humanos. Su distribución cubría la mayor parte de África, gran parte de Eurasia, desde el oeste de Europa hasta la India, y en América, desde el río Yukón hasta el sur de México.

### Búfalo cafre
El búfalo cafre (Syncerus caffer) es una especie de mamífero artiodáctilo de la familia Bovidae que habita en los bosques y sabanas del África subsahariana, especialmente al este del continente. A veces también se le llama búfalo africano o búfalo de El Cabo, ya que fue en esa región de Sudáfrica donde se descubrieron los primeros ejemplares.

### Leopardo
El leopardo (Panthera pardus) es un mamífero carnívoro de la familia de los félidos. Al igual que tres de los demás félidos del género Panthera, el león, el tigre y el jaguar, están caracterizados por una modificación en el hueso hioides que les permite rugir (nuevas investigaciones afirman que la capacidad de rugir se debe a adaptaciones morfológicas, sobre todo en la laringe y en las cuerdas vocales). También se lo conoce como pantera parda y, cuando presenta un pelaje completamente oscuro, como pantera (melánico).

## Estado de conservación
A pesar de su previa popularidad como presa de cacería, los cinco grandes de África se han convertido en importante objeto de preocupación para los conservacionistas de vida silvestre en los últimos años. El león africano, el leopardo africano y el elefante africano se clasifican como vulnerables. El rinoceronte blanco del sur se clasifica como casi amenazado, mientras que el rinoceronte negro se clasifica como en peligro crítico, por lo que la caza de este último se encuentra extremadamente restringida. El búfalo africano es de los cinco el más popular para los cazadores, ya que su estado de conservación es de preocupación menor; sin embargo este también está experimentando una disminución de su población en áreas no controladas debido a la caza furtiva y la urbanización.